# Dvokodvweni
Dvokodvweni – inkhundla w dystrykcie Lubombo w Królestwie Eswatini. Według spisu powszechnego ludności z 2007 r. zamieszkiwało go 28 525 mieszkańców. Inkhundla dzieli się na siedem imiphakatsi: Enjabulweni, Etjedze, Malindza, Mampempeni, Mdumezulu, Mhlangatane, Sigcaweni.